# جاي سبنسر كورنوال
جاي سبنسر كورنوال (بالإنجليزية: J. Spencer Cornwall)‏ هو كاتب ترانيم أمريكي، ولد في 23 فبراير 1888 في ميلكريك في الولايات المتحدة، وتوفي في 26 فبراير 1983.

## وصلات خارجية
- جاي سبنسر كورنوال على موقع IMDb (الإنجليزية)
- جاي سبنسر كورنوال على موقع ميوزك برينز (الإنجليزية)